# Babe Ruth (zespół muzyczny)
Babe Ruth – brytyjski zespół rockowy, założony wiosną 1971 roku w Hatfield i działający do grudnia 1976 roku. Reaktywowany w XXI wieku, działając z przerwami w latach 2002–2014.

## Historia

### Okres pierwszy (1971–1975)
Pierwsza w zespole obok gitarzysty Alana Shacklocka (ur. 20 czerwca 1950 w Londynie) i basisty Davida Hewitta (ur. 4 maja 1950 w Dewsbury; eks-Creed & Dr K’s Blues Band; gitara basowa) – była, mająca zaledwie 18 lat i holenderskie korzenie, wokalistka Janita Haan. Jenny, bo tak ją nazywano na Wyspach Brytyjskich, gdzie urodziła się 9 maja 1953 roku. Mając 11 lat przeniosła się z rodzicami do Stanów Zjednoczonych, gdzie odkryła w sobie dwa talenty: wokalny (śpiewała w San Francisco) i plastyczny (zaczęła studiować malarstwo) oraz fascynację baseballem. Na początku 1971 roku powróciła do Anglii, gdzie pracowała w butiku, a po sześciu miesiącach, natknęła się na ogłoszenie Shackloka – i po spotkaniu z muzykami w jej mieszkaniu w Finchley w Londynie, stawiła się razem z czterdziestoma innymi osobami na przesłuchanie w Manchester Square – w efekcie zostając wokalistką w zespole.
Grupa początkowo działała pod nazwą „Shacklock”, która pochodziła od nazwiska założyciela, który jest absolwentem Królewskiej Akademii Muzycznej (1971) i który zadebiutował na scenie muzycznej, jako 12-latek, gdzie wraz z Mickiem Taylorem tworzył duet gitarowy w zespole The Juniors, który w 1964 nagrał w studiu nagraniowym w Abbey Road, singla There’s A Pretty Girl / Pocket Size (wyd. Parlophone), biorą udział koncercie zwycięzców NME Jazz Poll 1964 Wembley” obok zespołu Manfred Mann i pojawiają się w programie telewizyjnym stacji BBC „Teenbeat” obok grupy Herman’s Hermits.
Trio Shacklok tworzyli: Alan Shacklock (lider; gitara, śpiew wspierający), Janita „Jenny” Haan (śpiew), David Hewitt (gitara basowa). Latem 1971 roku dołączyli Dave Punshon (instrumenty klawiszowe – pianista jazzowy, który miał już na swym koncie autorski Koncert na flet i harfę oraz utwory pisane na orkiestrę – i Jeff Allen (perkusja). Zespół jeszcze pod nazwą Shacklock nagrał taśmę demo w EMI, aby być branym pod uwagę, jako artysta z tej wytwórni.
Nieco później przybiera on nową nazwę „Babe Ruth” na cześć legendarnego amerykańskiego bejsbolisty, którą zaproponowała (jak i nazwę pierwszego albumu zespołu pt. Fist Base, pol. Pierwsza baza) wokalista zespołu Jenny Haan. Latem tego samego roku Roger Dean przedstawia Shacklocka menadżerom wytwórni Harvest, zaś Nick Mobbs oglądał koncert zespołu w klubie Marquee i decyduje się podpisać z nim kontrakt płytowy.
W 1972 roku grupa podpisuje kontrakt płytowy z wytwórnią Harvest i umowę wydawniczą z prezesem EMI/Capitol Records – Robertem Perrym, dotyczącą rynku w USA. Od czerwca do września tegoż roku nagrywa w Abbey Road Studios (w studiu # 2 w którym nagrywali Beatlesi – zaś w studiu mieszczącym się obok, grupa Pink Floyd, nagrywała The Dark Side of the Moon) pod okiem inżyniera dźwięku Tony’ego Clarka (współpracował m.in. z The Beatles, Paulem MCartneyem, Cliffem Richardem czy Cockney Rebel) swój debiutancki album pt. First Base, którego premiera ma miejsce w listopadzie tegoż roku.
Autorem okładki jest Roger Dean, twórca m.in. wielu okładek grupy Yes. Podczas sesji nagraniowych, perkusistę Jeffa Allena wymienia Dick Powell, brat Dona Powella, perkusisty Slade (obydwaj perkusiści zarejestrowali materiał na First Base). W nagraniach poszczególnych utworów, brali udział gościnnie: Gaspar Lawal (instrumenty perkusyjne, Clive Anstee (wiolonczela), Brent Carter (saksofon), Manny Fox (wiolonczela), Peter Halling (wiolonczela) i Boris Rickleman (wiolonczela). Debiut Babe Ruth uchodzi za największy sukces komercyjny grupy, zarówno pod względem popularności, jak i uznania krytyków.
W dość długich utworach (6–8 minut) na płycie – zespół zaprezentował interesujące połączenie hard-rocka i rocka progresywnego. Album ma wiele twarzy, od hard-rocka, jazz-rocka, popowych aranżacji orkiestrowych – do prog-rocka (The Mexican), zawierający temat autorstwa Ennio Morricone ze słynnego westernu Za kilka dolarów więcej (Per Qualche Dollaro in Piu), Wells Fargo, The Runaways, Black Dog, czy zaskakujące wykonanie utworu King Kong, autorstwa Franka Zappy. I jest bardzo zróżnicowany pod względem rytmicznym.
Dwiema głównymi siłami napędowymi są tutaj Alan Shacklock (gitara, śpiew, organy, instrumenty perkusyjne) który napisał większość materiału na First Base (powstał dwa lata przed nagraniem płyty); zaaranżował całość, łącznie z partiami instrumentów orkiestrowych i wyprodukował album razem z Mobbsem – oraz wokalistka Janita Haan, której wybuchowy styl sceniczny i siła głosu, sytuowała ją gdzieś między Janis Joplin a Robertem Plantem.
Mimo niewielkiego zainteresowania debiutanckim krążkiem Babe Ruth w Anglii (brak na listach przebojów) – zyskał on zwolenników na wybrzeżach Ameryki Północnej (miejsce 178 na liście przebojów w USA), a zespół w 1974 roku otrzymał w Kanadzie Złotą Płytę za jego sprzedaż(87. miejsce na liście przebojów).
Wydano także singiel z utworami Wells Fargo i Theme From 'For Few Dollars More (strona B jest pierwszą częścią The Mexican oraz jego fragmentem. 13 stycznia 1973 roku Babe Ruth wystąpił w St Albans wspólnie z Arthurem Brownem i jego zespołu Kindom Come.
W marcu Edmund Spevock (ur. 14 grudnia 1946 w Londynie; eks-Amboy Dukes, Flare, Piblokto, Bond & Brown). W środowisku muzycznym zasłynął tym, że chodził do szkoły razem z Peterem Greenem, o którym uwielbiał opowiadać anegdoty i który jamował z Babe Ruth na jednej z prób. W tym samym roku zespół pojawił się dwukrotnie w programie BBC Two pt. The Old Grey Whistle Test, co miało miejsce kolejno 2 stycznia i 2 sierpnia. A. Shacklock, J. Haan, D. Punshon, D. Hewitt i E. Spevock przeżyli niebezpieczny wypadek samochodowy na autostradzie M1, wracając z występu na Uniwersytecie w Liverpoolu. Następnie muzycy zostali dotkliwie pobici przez ochroniarzy na koncercie w Sunderland.
Po tym dramatycznym incydencie, odszedł klawiszowiec Dave Punshon, a na jego miejsce pojawił się w zespole Chris Holmes (ur. 12 września 1945 w Cleethorpes) z grupy Timebox. Punshon zaś, rzekomo zniknął ze sceny muzycznej, gdyż dołączył do sekty religijnej. W 1973 roku grupa Babe Ruth dołącza do dużej brytyjskiej trasy „Harvest Mobile UK” dla artystów wytwórni Harvest, występując obok Electric Light Orchestra, Wizzard, Kevina Ayersa, Roya Harpera, The Edgar Broughton Band i Spontaneous Combustion. W tym samym roku zespół wchodzi do studia nagraniowego i we współpracy z Clarkiem w Abbey Road Studios, nagrywa swój drugi album Amar Caballero, wyprodukowany przez Shacklocka.
Z końcem 1973 roku formacja wyruszyła na swoje pierwsze tournée po Stanach Zjednoczonych. Koncert otwierający trasę miał miejsce w Milwaukee, gdzie Shacklock został porażony prądem na scenie, lecz uniknął poważniejszego wypadku. W Teksasie, Dallas, Houston i San Antonio zespół poprzedza jako support Three Dog Night. W czasie wolnym muzycy zwiedzają Misję Alamo. W klubie „LA Whiskey”, Babe Ruth otwiera koncert Iggy’ego Popa. Występuje także w hotelu przy ulicy Bulwar Zachodzącego Słońca obok Led Zeppelin i Jeffa Becka. Po powrocie z USA zespół otwiera też koncert The Who w londyńskim klubie „Sundown” w Edmonton.
W styczniu 1974 roku miał swoją premierę drugi album zespołu pt. Amar Caballero, nagrany w składzie: Janita Haan (śpiew), Alan Shacklock (gitara, śpiew wspierający), Chris Holmes (instrumenty klawiszowe), Dave Hewitt (gitara basowa) oraz partie perkusji, ponownie dzielone między dwóch perkusistów – tym razem byli to Dick Powell i Ed Spevock, dzięki któremu podczas sesji nagraniowych, udało się skorzystać z umiejętności najlepszych londyńskich muzyków sesyjnych.
A byli to: fleciści Dave White, Brian Warren, Duncan Lamont, Jack Ellory; trębacz Ron Carthy; puzoniści: Keith Christie i Raymond Premru; saksofoniści: Steve Gregory i Bud Beadle. Na rożku angielskim zagrał Ray Harris, zaś na instrumentach perkusyjnych: Nick Mobbs, Angelito Perez i Gaspar Lawal.
Haan i Shacklock po raz pierwszy współpracowali przy pisaniu niektórych piosenek, co okazało bardzo trafnym pomysłem i nadało albumowi nieco inny charakter. Niektóre jego kompozycje z tej płyty – to pisane dla innych wykonawców, lecz ostatecznie niewykorzystane przez nich utwory. Eksperymenty z muzyką etniczną zauważalne na First Base, dominują na Amar Caballero, lecz głównym stylem jaki Babe Ruth tutaj proponuje, wydaje się być tu muzyka funk-rockowa (Lady, Gimme Some Leg, Cool Jerk z rep. The Capitols, Doctor Love). I na tej podstawie oparte są również aranżacje etniczne. Muzyce hiszpańskiej, Shacklock poświęcił dwie części suity tytułowej.
A mianowicie: El Caballero De La Reina Isabela i El Testament De N'Amela. Rozdzielone rytmami brazylijskimi, latynoskimi, karaibskimi i południowymi w części drugiej, tj. w utworze Hombre De LaGuittara. Akcenty greckie zauważyć można w utworze We Are Holding On oraz inklinacje jazzowe (Baby Pride, Doctor Love) oraz kontynuację zainteresowań muzyką w marzycielskim, westernowym klimacie – do tego z odcieniami dalekowschodnimi (Brocken Cloud). Autorem okładki jest Storm Thorgerson (Hipgnosis). Płyta spodobała się mniej, niż poprzednia, ponieważ nie jest komercyjna i dlatego nie weszła na listy przebojów w Anglii i Stanach Zjednoczonych.
W 1974 roku zespół po raz kolejny wystąpił w programie telewizyjnym The Old Grey Whistle Test i zostaje wykluczony z BBC przez producenta Berniego Andrewsa podczas nagrywania programu John Peel Show. Zakaz zniesiono w 1975 roku.
W dniach od 15 lutego do 20 marca 1974 roku Babe Ruth odbywa krótkie brytyjskie tournée, promujące nowy album Amar Caballiero (siedem koncertów, głównie na uczelniach), zaś 29 marca grupa wystąpiła w klubie Marquee. 20 kwietnia 1974 roku muzycy koncertowali w Anglii, supportowani przez Queen. W maju i czerwcu odbyła się ich europejska trasa koncertowa z Uriah Heep jako support w Finlandii, Szwecji, Danii, Norwegii, Szwajcarii, Austrii i Niemczech.
Następnie odwiedza letnie festiwale w Stanach Zjednoczonych w miejscowościach: Sedalia: Występ na Ozark Music Festivalu obok m.in. Aerosmith (występował przed Babe Ruth), Elvinem Bishopem, Tower of Power i Tedem Nugentem; Oklahoma (dla 125 tys. widzów): Występ razem z The Beach Boys i Leona Russela i ponownie Milwaukee, gdzie dwukrotnie jako tzw. gwiazdę wieczoru, supportował go ZZ Top.
W 1974 roku miejsce Holmesa zajmuje Steve Gurl (instrumenty klawiszowe) z zespołu Wild Turkey, zaś Janita Haan w latach 1973–1974, zaśpiewała gościnnie na płytach zespołów The Strider (albumy Exposed i Misunderstood) i Be Bop Deluxe (album Axe Victim). W listopadzie 1974 r. wytwórnia Harvest wznawia singiel Babe Ruth Wells Fargo / The Mexican.
W styczniu i lutym 1975 roku zespół odbywa trasę koncertową po USA, zaczynając od Kanady, gdzie otrzymał nagrodę „Gold Leaf” (pol. Złoty Liść) za wybitną sprzedaż albumu First Base. Następnie występuje razem z Humble Pie, Roxy Music, Robinem Trowerem oraz bierze udział w części trasy koncertowej Petera Framptona Frampton Comes Alive, występując na Zachodnim Wybrzeżu Stanów Zjednoczonych, gdzie nakręcono pełnometrażowy teledysk Garden of the Stars na cześć Babe Ruth. Ponadto grupa występowała z formacją Steve Miller Band w Detroit i z Royem Buchananem w Portlandzie.
Ponadto Babe Ruth był supportowany przez: Humble Pie podczas koncertu w mieście Dayton; Manfred Mann’s Earth Band w Ottawa Civic Center i Roxy Music w Milwaukee. 14 lutego 1975 roku ma miejsce premiera trzeciego albumu pt. Babe Ruth. Po jego nagraniu odchodzi lider grupy Alan Shacklock (oprócz gitary podczas sesji nagraniowych użył on syntezatora mooga, melotronu i wibrafonu), który jest zmęczony nieustannymi trasami koncertowymi i chce poświęcić się pracy muzyka sesyjnego. Krążek wyprodukowany przez Steve’a Rowlanda był próbą powrotu zespołu do stylu muzycznego zapoczątkowanego na First Base.
Na płycie króluje hard-rock i solówki Shacklocka, który jest autorem większości utworów na płycie. Dodano elementy folku i soulu, rezygnując elementów funky, także w kompozycji Curtisa Mayfielda pt.  We People Darker Than Blue.
Najwyżej notowany album zespołu w Stanach Zjednoczonych (miejsce 75 na listach przebojów), zaś w Kanadzie (miejsce 85 na liście przebojów). Był to szczyt popularności zespołu, choć nie był to ogromny sukces komercyjny.
Utwory A Fistful Of Dollars (kompozycja Ennio Moricone i Roberta Mellina) i Turquise muzycy nagrali razem z grającym na instrumentach perkusyjnych Angelito Perezem (poza nim w nagraniach nie brali udziału inni sidemani). Album zarejestrowano w Landsdowne Studios w Londynie. 9 kwietnia 1975 roku koncert Babe Ruth w Jardin des Étoiles w Montrealu, został sfilmowany na potrzeby telewizji.

### Okres drugi (1975–1976)
W pierwszych miesiącach 1975 roku w zespole panuje stagnacja po odejściu Shacklocka. Muzycy szukają wytwórni po wygaśnięciu kontraktu z Harvestem i w efekcie podpisują ponownie kontrakt z Capitol Records. Klawiszowiec grupy Steve Gurl zadzwonił do śpiewającego gitarzysty Berniego Marsdena – po czym ten drugi przystał na to, aby dołączyć do Babe Ruth po rozpadzie zespołu w którym grał, a mianowicie Cozy Powell's Hammer (wcześniej grał też w Wild Turkey).
W sierpniu Babe Ruth występuje na 15th National Jazz Blues And Rock Festival (22-24.08.1975) w Reading.
W październiku 1975 roku ma swą premierę czwarty album pt. Stealin' Home, nagrany w czerwcu w Morgan Studios, Chappell Studios i Roundhouse Recording Studios. Na płycie tej Shacklock, występuje jedynie jako autor wszystkich aranżacji oraz dyrygent Hatfield Symphony Orchestra. Jest to także ostatni krążek zespołu z udziałem Janity Haan i Dave’a Hewita. Album Stealin Home należy bezsprzecznie do Marsdena i Haan, gdyż to ich talenty dominują. Instrumenty klawiszowe są tutaj głównie instrumentem tła i często eksponowany jest syntezator mooga.
Album wchodzi jedynie na 169. miejsce list przebojów w Stanach Zjednoczonych, zaś w Anglii nie jest popularny, chociaż niektórzy recenzenci są zdania, że jest równie dobry, jak pierwszy i że to prawdopodobnie zasługa Bernie Marsdena, który stał się gwiazdą w zespole i ma otwartą ścieżkę do rozwoju swojej kariery. Ów album to mieszanka rocka i funky, ale także reggae i bluesa. Pomysłowe ale oszczędna aranżacje, duże instrumentarium, lecz używane w oszczędny sposób. W listopadzie 1975 roku na rynku pojawia się singiel Elusive / Say No More z dwoma piosenkami z tego albumu. Napisany przez perkusistę Eda Spevocka i klawiszowca Steve’a Gurla utwór Elusive wszedł na miejsce 4. list przebojów „Club Play Singles” i „Disco Singles” w USA.
2 lutego 1976 roku z zespołu odchodzą J. Haan, która wkrótce zakłada zespół Jenny Haan's Lion (wokalistka zdążyła nagrać wszystkie partie wokalne na kolejny album pt. Kid's Stuff, lecz zostały one skasowane) i D. Hewitt. Nową wokalistką zespołu zostaje Ellie Hope, a basistą Ray Knott. Obydwoje występowali wcześniej w szerzej nieznanej grupie Ellie.
W kwietniu 1976 roku pojawia się na rynku album pt. Kid's Stuff, który nagrali: Marsden, Hope, Knott, Spevock. Ponadto Bernie zaprosił do gościnnego udziału w sesjach nagraniowych swoich kolegów muzyków z zespołu Cozy Powella, Hammer, tj.: Neila Murraya (gitara basowa) i Dona Aireya (instrumenty klawiszowe w tym syntezatory). Na instrumentach perkusyjnych grali: Tony Carr i Chris Karan, zaś w chórkach śpiewał Frank Ricotti.
Charakter płyty ze zrozumiałych względów znacznie odbiega od dotychczasowej produkcji Babe Ruth. Brak dynamiki i oryginalności przynosi piosenki w konwencji typowej muzyki pop, wzbogaconej modnymi wówczas rytmami funky, przechodzącymi w disco.
Krążek trafia jedynie na 53. miejsce listę przebojów w Kanadzie.
W sierpniu 1976 roku kryzys w zespole jest już na tyle duży, że odchodzi Bernie Marsden, zastąpiony przez bliżej nieznanego gitarzystę Alana Rossa. W listopadzie zastępuje go również szerzej nieznany Ian Twyneham (gitara), zaś w grudniu 1976 roku zespół zostaje rozwiązany.

### „Łabędzi śpiew” Babe Ruth i rozwój kariery muzyków po rozpadzie zespołu
- Janita Haan założyła zespół Jenny Haan's Lion i odbyła tournée po Europie i Wielkiej Brytanii, zbierając dobre recenzje w prasie[5]. Ostatni koncert zespołu miał miejsce na festiwalu muzycznym w mieście Macroom w Irlandii razem z Rorym Gallagherem[5]. W 1979 roku podpisała kontrakt z wytwórnią EMI, która wydała jej singiel z piosenkami We Drove Em' All Mad i Forgotten Dreams[27]. Reklamowała również kasety magnetofonowe firmy BASF z utworem Forgotten Dreams, który został „Reklamą Roku”[5]. Następnie wokalistka rozpoczęła studia na kierunku Projektowanie mody, a później na kierunku Haft maszynowy – w tym czasie wychodząc również za mąż[5]. Przeprowadziła się do Herefordshire, gdzie nagrywała w studiu Rockfield piosenki, które później wykonywała w holenderskiej telewizji i w radiu[5]. W 1988 roku zaśpiewała gościnnie na płycie zespołu The Waterboys pt. Fisherman’s Blues[5][18]. Przez 10 lat prowadziła wraz ze swoją koleżanką Madeleine, specjalistyczny sklep z nagraniami spod znaku muzyki klasycznej przy Church Street w Hereford, przechodząc na emeryturę w momencie, gdy jej córka Jemina rozpoczęła naukę w szkole[5]. W 1998 roku jako pierwsza w Wielkiej Brytanii, produkowała perfumy naturalne „Perpetually Yours” dla katedry w Hereford[5].
- W 1976 roku Dave Hewitt i Ed Spevock próbują grać razem z Jenny Hann w zespole Lion, lecz zespół rozpada się po krótkim czasie[1]. Hewitt po rozwiązaniu Babe Ruth, grał początkowo w zespole Georgia Satelites[5].
- W 1977 roku ukazał się zapis wideo z występu Babe Ruth w Montrealu (1975), zaś we wrześniu tegoż roku album "The Best Babe Ruth"[1][28].
- Dave Hewitt najpierw gra w Humble Pie[3], a następnie wyjeżdża do Stanów Zjednoczonych i dołącza do zespołu Whitford/St.Holmes, którego założycielami byli: Brad Whitford z Aerosmith i Derek St.Holmes z zespołu gitarzysty Teda Nugenta[1]. W 1985 roku zostaje członkiem grupy The Georgia Satellites, a w latach 1990–91 kieruje własną zespołem Dave Hewitt[1].
- Ed Spevock gra w składzie reaktywowanej grupy Chicken Shack, do której po pewnym czasie dołącza także Ray Knott[1].
- Steve Gurl grał w zespołach Micky Jones Band (1978) i Any Trouble (1983–1984)[1].
- Bernie Marsden trafia najpierw do grupy Paice, Ashton & Lord (1977–1982), a następnie do Whitesnake (1978–2003) z którym nagrał jego pierwszą EP-kę i pięć pierwszych albumów studyjnych i jeden koncertowy, tj.: Snakebite (EP, 1978), Trouble (1978), Lovehunter (1979), Ready an’ Willing (1980), Live...In the Heart of the City (1980), Come an’ Get It (1981) i Saints & Sinners (1982)[1][22]. Zadebiutował jako solista, wydaniem albumu And About Time Too, który znalazł się w pierwszej dziesiątce w Japonii[22]. I Look at Me Now[22]. Od 1979 roku wydaje solowe albumy, nagrane z własnym zespołem towarzyszącym[1]. Współtworzył także z The Snakes i The Company of Snakes, których składy złożone były z byłych członków Whitesnake[1][22][29].
- Pod koniec lat 70. Ray Knott i Ellie Hope są członkami formacji Liquid Gold. Następnie Hope nagrywa solowego singla[1].

### Pierwszy występ po latach (2002), reaktywacja i działalność zespołu (2005–2014)
W październiku roku na zaproszenie DJ Hoocha, Babe Ruth w składzie: J. Haan, A. Shaklock, D. Punshon, D. Hewitt i E. Spevock – wystąpił i zagrał utwór The Mexican 4 tys. breakdance'owców podczas Mistrzostw Świata w Breakdance pod nazwą „BBoy Championships Finale” (5-6.10.2002) w Brixton Academy w Londynie.
Utwór ten już od ponad czterech dekad (2024) cieszy się także szacunkiem środowiska hiphopowego.
Początek temu zjawisku dały imprezy w nowojorskim studiu loftowym, gdzie DJ Mancuso grał m.in. The Mexican. Powodem, dla którego ten utwór poruszył serca hip-hopowców, jest to, że utwór dotyka tematyki ludu uciśnionego.
Na przełomie 2005 i 2006 roku członkowie zespołu spotykają się w tym samym składzie, aby zarejestrować materiał na nową płytę w Nashville, zaś E. Spevock nagrywa partie perkusji w Londynie. Album, zatytułowany Que Pasa, został ukończony we wrześniu 2006 roku. Początkowo udostępniono go do sprzedaży w postaci plików cyfrowych za pośrednictwem strony internetowej Babe Ruth.
W 2006 roku Sony PlayStation honoruje zespół, włączając utwór Mexican Millennium do swojej nowej gry „BBoy”, która zdobywa nagrodę dla najlepszej gry muzycznej na PSP i zajmuje drugie miejsce w kategorii „Najlepsza gra muzyczna na PS2” na Targach Gier komputerowych E3 w USA.
Według części źródeł internetowych, nowy album Babe Ruth pt. Que Pasa (14 utworów), miał swoją premierę w lipcu 2007 roku. Zaś inne źródła podają, że ukazał się on w 2009 roku nakładem wydawnictwa Revolver Records.
W lipcu 2010 roku Babe Ruth, zagrał trzy udane koncerty na festiwalach: Ottawa Bluesfest, Metropolis Montreal i Festival International du Blues de Tremblant. Zespół koncertował z przerwami do 2014 roku i w dniu 28 czerwca 2014 roku wystąpił na festiwalu Milwaukee Summerfest – w którym wzięło udział ponad 7000 osób.

## Dyskografia

### Albumy[28][31]
- First Base (Harvest, 1972)
- Amar Caballero (Harvest 1974)
- Babe Ruth (Harvest 1975)
- Stealin' Home (Capitol Records, 1975)
- Kid's Stuff (Capitol Records, 1976)
- Que Pasa (Revolver Records, 2007/2009)

### Single[1][28][31]
- Wells Fargo / Theme From „A Few Dollars More” (Harvest, 1972)
- The Mexican / Wells Fargo (Odeon Records, 1973)
- Ain’t That Livin'/ We Are Holding On (Harvest, 1973)
- Ain’t That Livin' / Wells Fargo (Harvest, 1973)
- If Heaven’s on Beauty's Side / Doctor Love (Harvest, 1974)
- Private Number / Somebody's Nobody (Harvest, 1975)
- Elusive / Say No More (Capitol Records, 1975)
- Elusive / Elusive (Capitol Records, 1975)
- The Duchess of New Orleans / The Jack O’Lantern / Turquoise (Harvest, 1975)
- Elusive / 2000 Sunsets (Discoteca, 1976)
- "SInce You Went Away" / "Standing In The Rain" (Discoteca, 1976)
- The Mexican (Deekline & Tim Healey Mix) / The Mexican (JFB & Ed Solo Mix) (Hot Cakes, 2010)
- The Mexican / Theme From 'For a Few Dollars More (Counterfeit/Odeon Records, 2020 – bootleg)

### Kompilacje[28][31]
- The Best Of Babe Ruth (Harvest, 1977)
- Greatest Hits (Capitol Records, 1981)
- Grand Slam: The Best of Babe Ruth (Harvest, 1994)
- First Base / Amar Caballero (BGO Records, 1998)
- Babe Ruth / Stealin' Home (BGO Records, 2000)
- Kid's Stuff / Stealin' Home (Capitol Records, 2020)
- Darker Than Blue (The Harvest Years 1972–1975) (Esoteric Recordings, 2022)

### Bootlegi autoryzowane
- Bob Harris Session (2 January 1973) (Harvest/EMI) – pliki cyfrowe, 2010)[13]
- John Peel Session (2 August 1973) – pliki cyfrowe (Harvest/EMI, 2010)[14]
- Bob Harris Session (18 February 1974) – pliki cyfrowe (Harvest/EMI, 2010)[32]

### Bootlegi nieutoryzowane[31]
- BBC Sessions 1973–1974 (CD-R, Gypsy Eye, 2012)
- British Rock at the BBC 1967-1973 (LP, Maida Vale, 2019 – kompilacja)
- Live in Montreal 1975 (plik cyfrowy)
- Rarities From the Vault (pliki cyfrowe)

### Filmografia
- Babe Ruth in Concert (Transmisja telewizyjna występu Babe Rutha w Jardin des Étoiles, Montreal, Quebec, Kanada w dniu 9 kwietnia 1975)[21]